# أسترا شارما
أسترا شارما (بالإنجليزية: Astra Sharma) هي لاعب كرة مضرب أسترالية، ولدت في 11 سبتمبر 1995 في سنغافورة.

## وصلات خارجية
- أسترا شارما على موقع رابطة محترفات التنس (الإنجليزية)
- أسترا شارما على موقع الاتحاد الدولي لكرة المضرب (الإنجليزية)
- أسترا شارما على موقع اتحاد التنس الأسترالي (الإنجليزية)
- أسترا شارما على موقع بطولة ويمبلدون (الإنجليزية)
- أسترا شارما على موقع خلاصة التنس.كوم (الإنجليزية)
- أسترا شارما على موقع إي إس بي إن.كوم (الإنجليزية)